# 微熱✝ロマネスク✝
「微熱✝ロマネスク✝」（びねつ ロマネスク）は、1000ちゃん（声帯担当：新田恵海）の楽曲。LOVEおかが作詞、倉田涼が作曲を担当した。メジャーデビュー後、2作目のシングルとして、2017年1月11日にキングレコードから発売された。カップリング曲にはミリオ（CV：渕上舞）、プリマ（CV：洲崎綾）の参加楽曲を収録。

## 背景とリリース
2016年11月5日にディファ有明で開催された『1000☆PARTY!!2016 〜A chance in thousands〜』にて、セカンドシングルの発売が発表された。
2016年9月17日、10月28日から先行配信された「BURNING⇔LOVE」、「☆PARTY☆LOVE☆」に加えて、1000ちゃんが歌唱する表題曲「微熱✝ロマネスク✝」が収録される。3曲とも『愛』をテーマにした楽曲になっている。「BURNING⇔LOVE」は、「メラメラでメロメロな愛のダンスチューン!」でミリオとプリマの初のデュエット曲、「☆PARTY☆LOVE☆」は、「JAZZYでPOPなパーティーソング」で『1000☆PARTY!!2016』のテーマソング。カップリングの2曲は『1000☆PARTY!!2016』にてライブで初披露され、「BURNING⇔LOVE」にはパラパラダンスが取り入れられ、「☆PARTY☆LOVE☆」では3人のソロダンスも披露された。
2017年1月29日、新田と洲崎、司会の白石稔が出演したリリースイベントが開催された。

## シングル収録曲
| #  | タイトル                                                                                 | 作詞     | 作曲   | 編曲   |
| -- | ---------------------------------------------------------------------------------------- | -------- | ------ | ------ |
| 1. | 「微熱✝ロマネスク✝」(1000ちゃん（CV：新田恵海）)                                         | LOVEおか | 倉田涼 | 倉田涼 |
| 2. | 「BURNING⇔LOVE」(ミリオ（CV：渕上舞）、プリマ（CV：洲崎綾）)                             | LOVEおか | 倉田涼 | 陶山隼 |
| 3. | 「☆PARTY☆LOVE☆」(1000ちゃん（CV：新田恵海）、ミリオ（CV：渕上舞）、プリマ（CV：洲崎綾）) | LOVEおか | 倉田涼 | 陶山隼 |
| 4. | 「微熱✝ロマネスク✝」(offvocal ver.)                                                      |          |        |        |
| 5. | 「BURNING⇔LOVE」(offvocal ver.)                                                          |          |        |        |
| 6. | 「☆PARTY☆LOVE☆」(offvocal ver.)                                                          |          |        |        |

## 収録アルバム
- 1000☆SMILE!!（#1, #2, #3）[11]